# Кубок Білорусі з футболу 2002—2003
Кубок Білорусі з футболу 2002–2003 — 12-й розіграш кубкового футбольного турніру в Білорусі. Титул втретє здобув Динамо (Мінськ).

## Календар
| Раунд        | Дата             | Матчі | Клуби   |
| ------------ | ---------------- | ----- | ------- |
| Перший раунд | 7 серпня 2002    | 6     | 31 → 25 |
| Другий раунд | 18 серпня 2002   | 9     | 25 → 16 |
| 1/8 фіналу   | 15 вересня 2002  | 8     | 16 → 8  |
| 1/4 фіналу   | 22 квітня 2003   | 4     | 8 → 4   |
| 1/2 фіналу   | 8/16 травня 2003 | 4     | 4 → 2   |
| Фінал        | 24 травня 2003   | 1     | 2 → 1   |

## Перший раунд
| Команда 1                   | Рахунок | Команда 2               |
| --------------------------- | ------- | ----------------------- |
| 7 серпня 2002               |         |                         |
| МТЗ-РІПО (3)                | 5:0     | Ліда (2)                |
| Пінськ-900 (3)              | 1:2     | Локомотив (Мінськ) (2)  |
| Верас (Несвіж) (3)          | 1:3     | Ведрич-97 (Річиця) (2)  |
| Барановичі (3)              | 0:2     | Неман (Мости) (2)       |
| Вертикаль (Калинковичі) (3) | 5:1     | Сморгонь (2)            |
| Спартак-УОР (Шклов) (3)     | -:+     | Граніт (Мікашевичі) (2) |

## Другий раунд
| Команда 1                     | Рахунок      | Команда 2               |
| ----------------------------- | ------------ | ----------------------- |
| 18 серпня 2002                |              |                         |
| Даріда (2)                    | 0:1 дч       | Динамо (Берестя)        |
| Хімік (Світлогорськ) (2)      | 1:4          | Славія-Мозир            |
| Нафтан (2)                    | 0:4          | Шахтар (Солігорськ)     |
| Комунальник (Слонім) (2)      | 0:0 пен. 4:5 | Локомотив-96 (Вітебськ) |
| Торпедо-Кадино (Могильов) (2) | 0:3          | Білшина                 |
| Граніт (Мікашевичі) (2)       | 0:1          | Торпедо (Жодино)        |
| МТЗ-РІПО (3)                  | 1:3          | Німан                   |
| Ведрич-97 (Річиця) (2)        | 0:4          | БАТЕ                    |
| Неман (Мости) (2)             | 0:4          | Зірка-БДУ (Мінськ)      |

## 1/8 фіналу
| Команда 1                   | Рахунок      | Команда 2                  |
| --------------------------- | ------------ | -------------------------- |
| 15 вересня 2002             |              |                            |
| Локомотив (Мінськ) (2)      | 1:0 дч       | Славія-Мозир               |
| Вертикаль (Калинковичі) (3) | 0:2          | Гомель                     |
| Шахтар (Солігорськ)         | 0:1          | Динамо (Мінськ)            |
| БАТЕ                        | 3:0          | Торпедо-МАЗ (Мінськ)       |
| Торпедо (Жодино)            | 0:2          | Дніпро-Трансмаш (Могильов) |
| Динамо (Берестя)            | 2:3 дч       | Білшина                    |
| Локомотив-96 (Вітебськ)     | 5:3          | Молодечно-2000             |
| Зірка-БДУ (Мінськ)          | 0:0 пен. 2:4 | Німан                      |

## 1/4 фіналу
| Команда 1                | Рахунок | Команда 2                  |
| ------------------------ | ------- | -------------------------- |
| 22 квітня 2003           |         |                            |
| Локомотив (Мінськ)       | 3:2 дч  | Дніпро-Трансмаш (Могильов) |
| Локомотив (Вітебськ) (2) | 1:2     | Гомель                     |
| БАТЕ                     | 0:1     | Динамо (Мінськ)            |
| Білшина                  | 2:1     | Німан                      |

## 1/2 фіналу
| Команда 1          | Заг. | Команда 2       | 1-й матч | 2-й матч |
| ------------------ | ---- | --------------- | -------- | -------- |
| 8/16 травня 2003   |      |                 |          |          |
| Локомотив (Мінськ) | 4:3  | Білшина         | 3:0      | 1:3      |
| Гомель             | 0:2  | Динамо (Мінськ) | 0:0      | 0:2      |

## Фінал
| 24 травня 2003 |

| Динамо (Мінськ)  | 2:0      | Локомотив (Мінськ) |
| ---------------- | -------- | ------------------ |
| Цигалко 53', 58' | Протокол |                    |

| Стадіон «Динамо», Мінськ Глядачів: 12 000 Арбітр: Андрій Жуков |